# Pranchas de berço

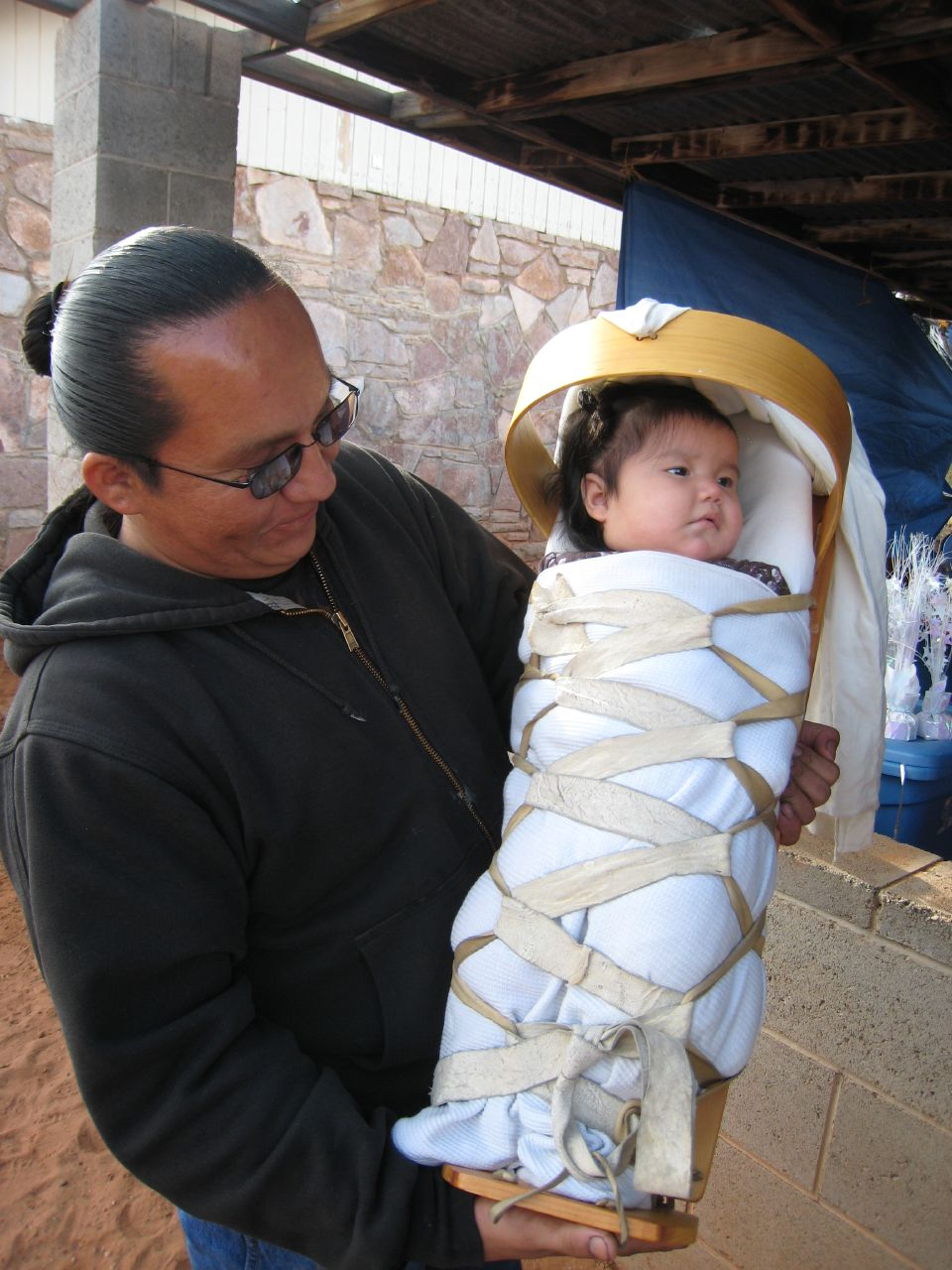
Uma prancha de berço em estilo navajo

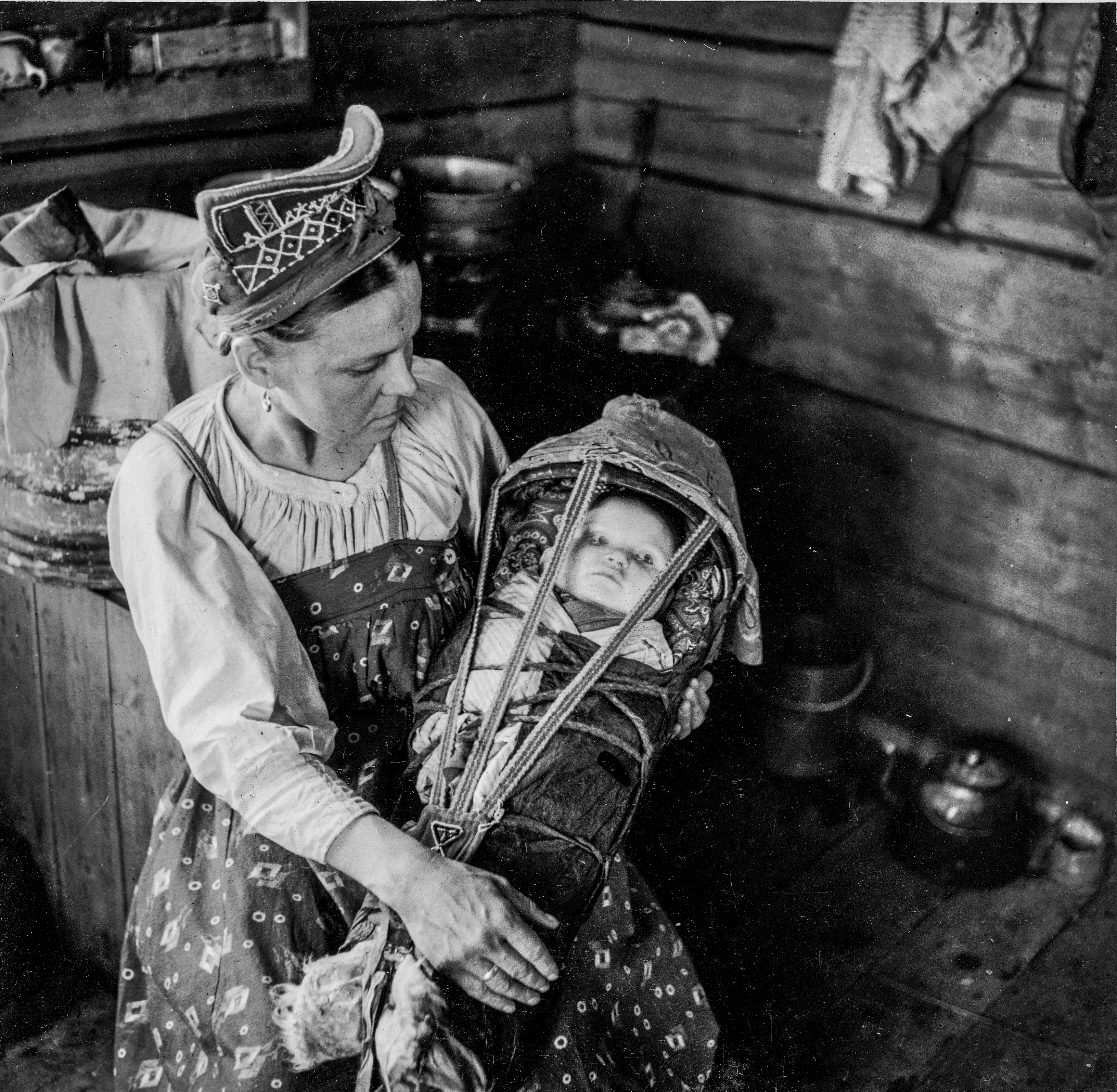
Uma mãe sámi skolt (sámi skolt) com seu filho em um ǩiõtkâm

Pranchas de berço (em cheyenne: pâhoešestôtse, em lapão setentrional: gietkka, em lapão escolto: ǩiõtkâm, kietkâm, gietkam, cazaque: бесік, quirguiz: бешік) são carregadores protetores tradicionais usados por muitas culturas indígenas na América do Norte, em grande parte do norte da Escandinávia entre os sámi, e nas culturas tradicionalmente nômades da Ásia Central. Há uma variedade de estilos de prancha de berço, refletindo as diversas práticas artesanais desses povos. Muitas comunidades da Ásia Central e algumas na América do Norte ainda empregam pranchas de berço.

## Estrutura

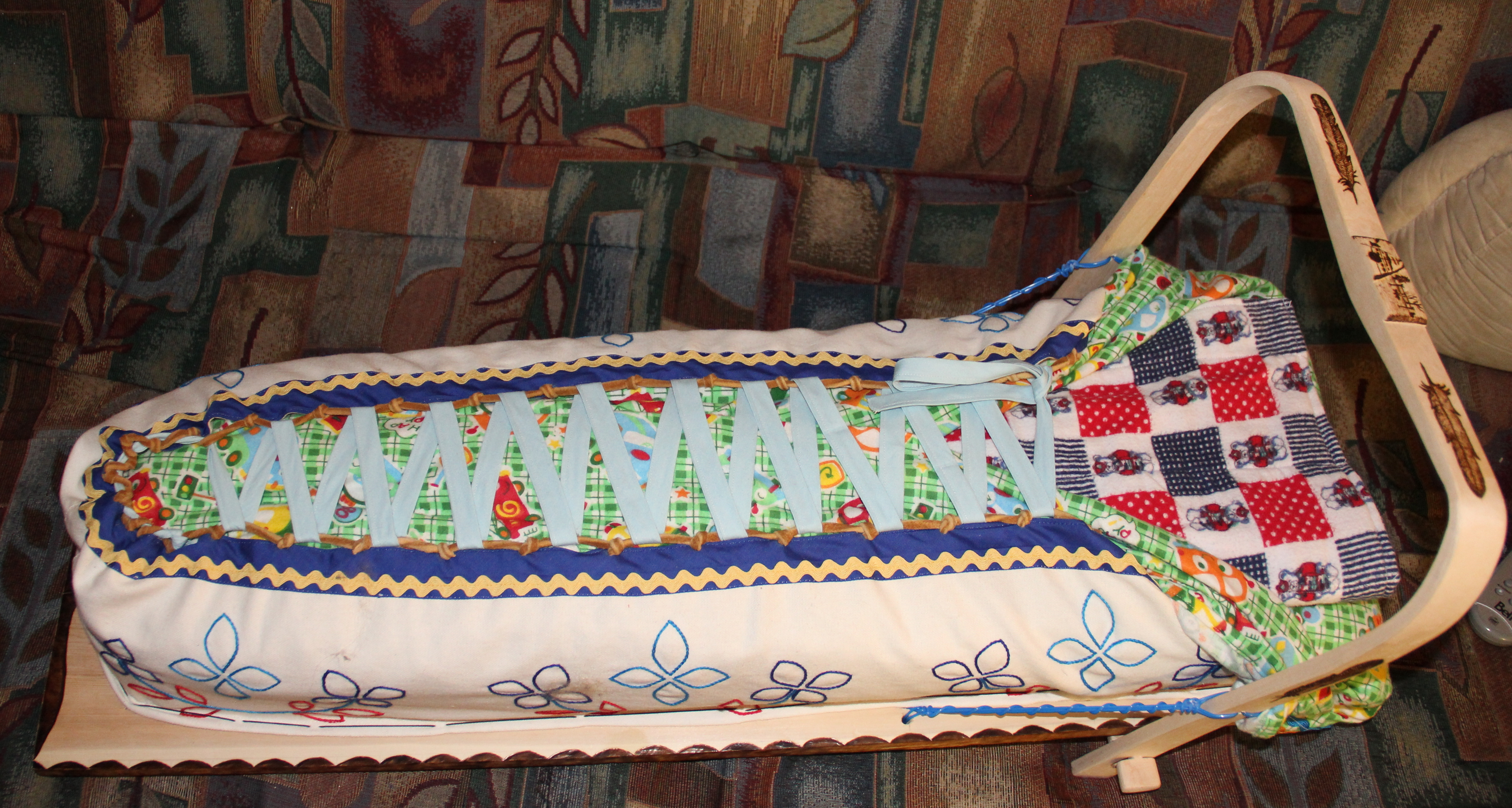
Prancha de berço atikamekw

As pranchas de berço são usadas nos primeiros meses de vida do bebê, quando um transportador portátil é imprescindível. Algumas são trançadas, como nas tribos Apache. As pranchas trançadas são confeccionadas em vime, fibras de tule ou capim‑de‑leque. Pranchas de madeira são feitas pelos Iroqueses e pelo povo Penobscot. As pranchas dos Navajo têm armação de pinheiro ponderosa com tiras de couro passadas pela estrutura.
Independentemente do material, todas compartilham certos elementos: uma armação larga e firme para proteger a coluna, um apoio para os pés na base e uma cobertura arredondada sobre a cabeça que se projeta como dossel ou capota de carrinho de bebê moderno. Essa cobertura serve para sombrear o bebê — podendo ser forrada com pele ou cobertor no inverno — e para protegê‑lo de impactos. Ornamentos e amuletos sagrados, como “beaded umbilical cord cases, and dream catchers or medicine wheels”, costumam ser pendurados para entreter e estimular a visão do bebê.
O interior é acolchoado com fibras frescas de plantas, como musgo-sphagnum, penugem de capim‑de‑leque ou casca triturada de zimbro ou amescla. Esse forro funciona como fralda descartável; os Navajo, porém, limpavam e reutilizavam as fibras de casca, que têm propriedades antissépticas e ajudam a manter a pele saudável. Na tradição chippewa, o forro era feito de musgo de pântanos de oxicoco, defumado para eliminar insetos e então amaciado. Em clima frio, os pés do bebê podem ser envoltos em pele de coelho com o pelo voltado para dentro. O forro de musgo fica sobre uma bandeja de bétula inserida na prancha, removível para limpeza.
Na Ásia Central, as pranchas são geralmente independentes, de alturas variadas e frequentemente feitas de nogueira. As armações são entalhadas e pintadas, com cortinas de tecido para proteger o bebê da luz.

## Uso

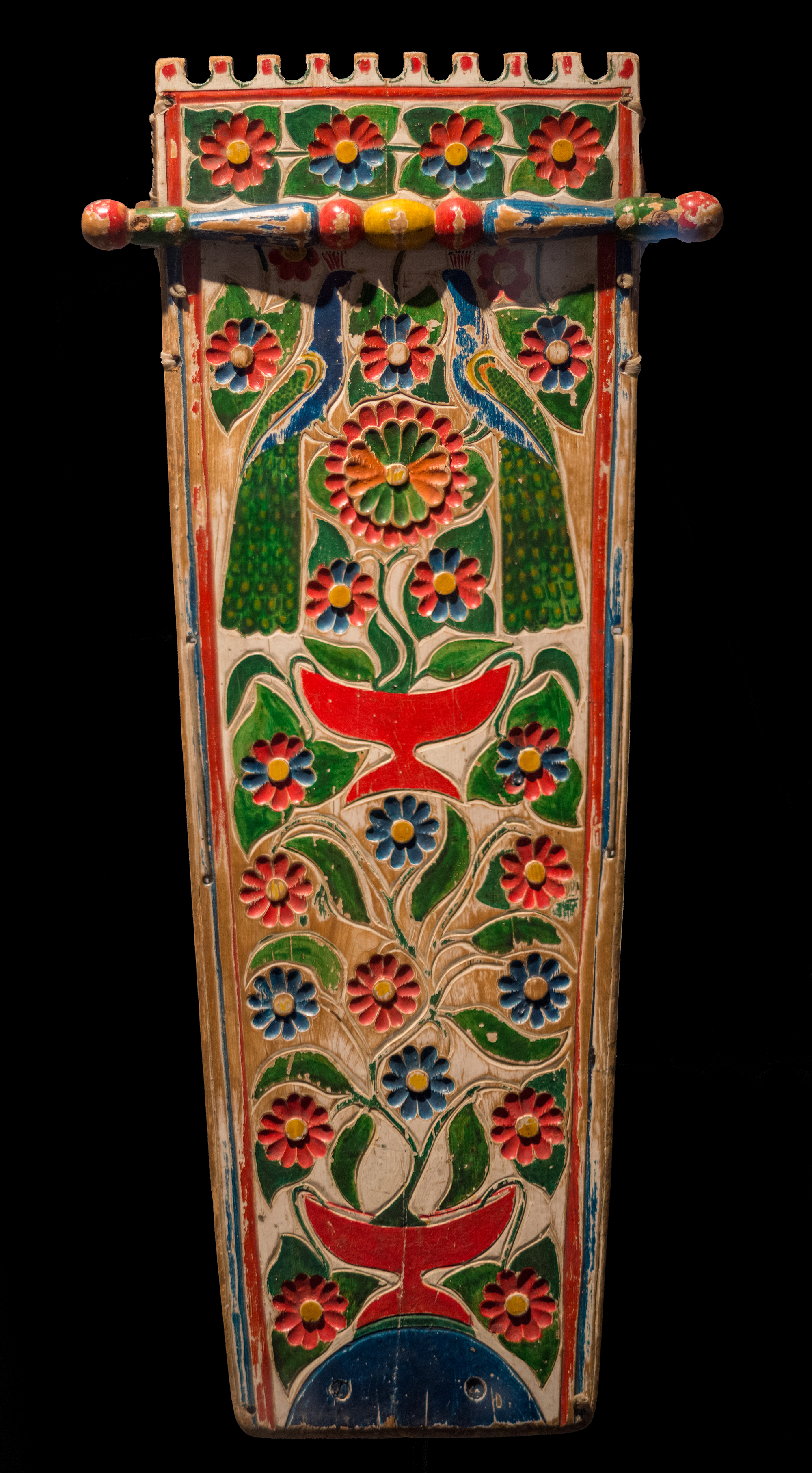
Prancha de berço iroquesa

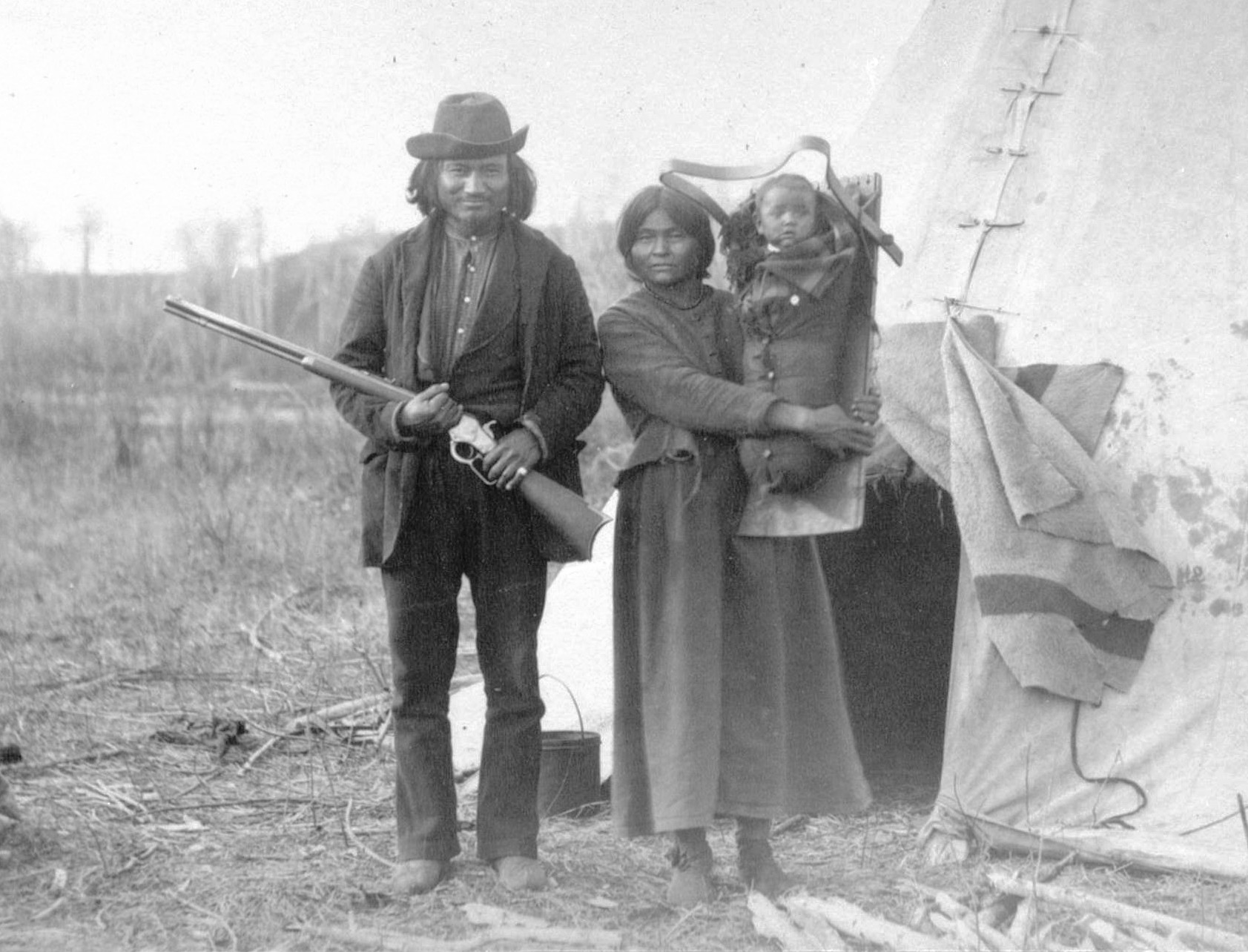
James Quesace, sua esposa e seu bebê no noroeste de Manitoba, Canadá, em 1886.

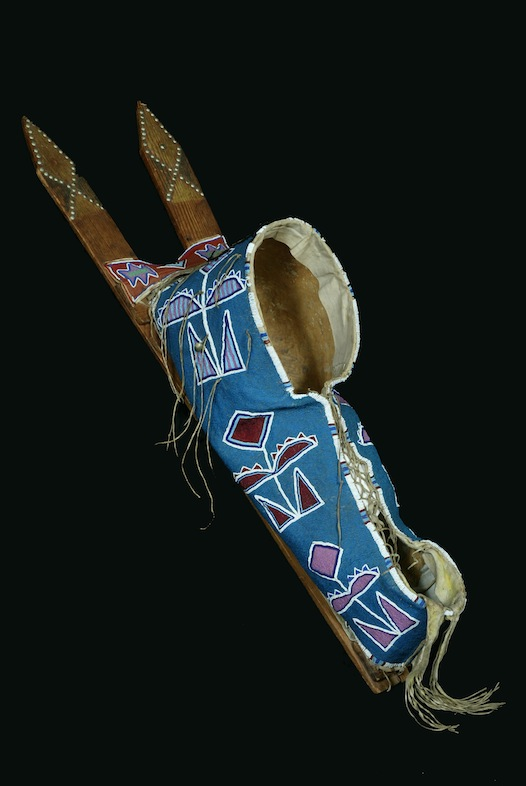
Prancha de berço kiowa no Museu das Crianças de Indianápolis

As pranchas de berço foram usadas em culturas que vão das regiões subárticas do atual Canadá até o México e a América Central. No Ártico, o frio torna inviável seu uso, levando as mães a carregarem os bebês em tiras sob a parca. No restante da América do Norte, eram amplamente utilizadas por diversos povos, incluindo os Kickapoo no México, os Astecas, o povo Seri e comunidades maias até Belize. Na América do Sul, a maioria dos povos indígenas preferia bolsas ou tiras — por vezes chamadas de rebozo — em vez de pranchas, embora estas também tenham sido usadas até a Patagônia.
Eram empregadas sempre que a mãe precisava se deslocar para trabalho ou viagem, protegendo o bebê dos impactos. Podiam ser fixadas às costas com “tumplines” ou “alças de carga” envolvendo testa, tórax ou ombros; se uma mochila fosse usada simultaneamente, uma alça passava pelo peito e outra pela testa. A prancha podia ser apoiada em árvore ou rocha, pendurada em poste (como em casa longa iroquesa) ou galho resistente, e, em viagens mais longas, presa a um cavalo para transporte.
No sudoeste dos Estados Unidos e norte do México, entre os Hopi e Apache, os bebês passavam quase todo o dia e a noite na prancha, sendo retirados progressivamente por até cinco vezes diárias. Quando já podiam sentar‑se sem apoio, passavam para uma prancha maior e, ao completar cerca de um ano e começar a andar, interrompiam seu uso.
Estudos em comunidades Navajo mostraram que o uso não prejudica significativamente a interação mãe‑bebê. Nos primeiros meses, a prancha exerce efeito calmante; após seis meses, o bebê começa a resistir mais e passa a ter braços e mãos livres para brincar com objetos pendurados.
Opiniões contemporâneas sobre o uso do beshik no Quirguistão indicam correlação inversa entre nivel de russificação e uso tradicional: em Bishkek, famílias que falam russo em casa usam menos a prancha. Em Jalalabad e Osh, onde o russo é menos usado, mais de 90 % das mães relataram uso tradicional.

## Displasia do desenvolvimento do quadril
O uso de pranchas tem sido associado a maior incidência de displasia do desenvolvimento do quadril. A técnica de esticar as pernas favorece luxação do fêmur e má formação do acetábulo, mas isso pode ser evitado com acolchoamento entre as pernas, mantendo joelhos levemente flexionados e quadris abduzidos. Alguns contestam que o estudo de 1968 com bebês Navajo tenha sido tendencioso contra a prática tradicional, embora um estudo de 2012 com ratos tenha reproduzido displasia em condições semelhantes. Nas pesquisas em Jalalabad e Osh, nenhuma família citou o risco de displasia como motivo para abandonar a prancha, e mais de 90 % das mães afirmaram ter usado o método tradicional.